# Symphyodon perrottetii
Symphyodon perrottetii är en bladmossart som beskrevs av Montagne 1841. Symphyodon perrottetii ingår i släktet Symphyodon och familjen Daltoniaceae. Inga underarter finns listade i Catalogue of Life.